# Small Beer Press
Small Beer Press – amerykańskie wydawnictwo publikujące literaturę fantasy oraz fikcję, znajdujące się w Northampton.  Zostało założone przez Gavina Granta i Kelly Link w 2000. Nakładem wydawnictwa ukazują się powieści, zbiory opowiadań oraz antologie. Publikuje także zin, Lady Churchill’s Rosebud Wristlet oraz limitowane wydania niektórych tytułów. Small Beer Press zostało docenione za publikacje dla dzieci i młodzieży oraz jako mały, lokalny wydawca literatury fantastycznej.
Wydawnictwo posiada audiobooki i e-booki opublikowane na licencji Creative Commons.

## Autorzy
Wśród osób, których twórczość została opublikowana nakładem Small Beer Press znajdują się: Kate Wilhelm, John Crowley, Sean Stewart, Maureen McHugh, Benjamin Rosenbaum, Kelly Link, Carol Emshwiller, Ray Vukcevich, Joan Aiken, Howard Waldrop, Ellen Kushner, John Kessel i Alan DeNiro.